# Indiske kamphøns
Indiske kamphøns er en tung hønserace, som trods navnet stammer fra Cornwall, England. I England kaldes racen Indian Game, mens den i andre engelsktalende lande kaldes Cornish.
Indiske kamphøns er fremavlet af de indiske racer Asil og Malayer. Racen har en kraftig kropsbygning og er blevet brugt til fremavling af den verdenskendte kyllingsproduktionsrace Broiler. Hønerne er ikke gode æglægger, men de lægger godt for kamphøns at være. De er ofte gode rugere og omsorgsmødre.  Indiske kamphøns er tunge og muskuløse, og de har brug for meget plads for at musklerne kan udvikles ordentligt. Fjerdragten er hård og ligger tæt ind til kroppen. Den har kraftige ben og står bredbenet. Den har et ørneagtigt blik, hvilket gør, at den indgyder respekt. Til trods for navn og udseende er indiske kamphøns ikke mere stridslystne end andre racer, men som oftest går de sejrende ud af en kamp. Dværgvarianten stammer også fra England. Æggene er brunlige og vejer 50 gram. Hanen vejer 3,5–4,5 kg og hønen 2–3 kg. For dværgvarianten er æggene lysebrune og vejer 30 gram. Hanen vejer 1 kg og hønen 850 gram.

## Farvevariationer
- Hvid
- Sort
- Gul
- Fasanbrun
- Rød/hvid (Jubilee)